# Sal Velluto
 Salvatore Velluto, más conocido como Sal Velluto (Tarento, Italia, 1956) es un dibujante de cómic italiano naturalizado estadounidense.

## Biografía
Tras estudiar en la Academia de Bellas Artes, empezó a trabajar en el arte publicitario en las décadas de 1970 y 1980. En 1984, a los 28 años de edad, se mudó de Italia a los Estados Unidos. Aquí fue contratado por Marvel, realizando algunos álbumes de la serie Power Pack en 1988. Posteriormente, dibujó Caballero Luna durante varios años. Tras un periodo de pausa, volvió a trabajar para Marvel en 1999, dibujando 36 números de la serie regular de Pantera Negra.
En 1992 comenzó su colaboración con DC Comics, debutando en la serie Flash; posteriormente, trabajó en la serie regular de la Liga de la Justicia: Task Force durante dos años y dibujó el personaje de Firebrand. También ilustró otros títulos de Liga de la Justicia y Sociedad de la Justicia de América, además de algunos números de Aquaman. Colaboró con la editorial italiana Star Comics, realizando el número cero de Lazarus Ledd.
También ha colaborado con otras editoriales, como Valiant, para la que realizó X-O Manowar y Bloodshot. También dibujó El Avispón Verde, trabajó para CrossGen y Egmont, para la cuya división europea dibuja The Phantom desde 2007. Para la italiana Sergio Bonelli Editore dibujó historias breves de Zagor y Tex.